# 側條祕鱂
側條祕鱂為輻鰭魚綱鯉齒目鯉齒亞目鯉齒鱂科的其中一種，分布於亞洲伊朗沿岸半鹹水域，為特有種，體長可達3.2公分，生活習性不明。

## 擴展閱讀
維基物種上的相關：側條祕鱂